# René Strehler
René Strehler (* 13. April 1934 in Affoltern am Albis) ist ein ehemaliger Schweizer Radrennfahrer.

## Sportliche Laufbahn
René Strehler, der mit dem Radsport 1950 begann, war einer der erfolgreichsten und vielseitigsten Radrennfahrer der Schweiz von Mitte der 1950er an bis in die 1960er Jahre hinein, nach der Ära der beiden Schweizer Radsportstars Hugo Koblet und Ferdy Kübler. Schon als Amateur wurde René Strehler fünfmal Schweizer Meister: 1952 in der Mannschaftsverfolgung auf der Bahn (mit Edi Vontobel, Georges Frei und Peter Tiefenthaler vom Radfahrer-Verein Seebach/Zürich), 1953 im Strassenrennen sowie 1953 und 1954 in der Einerverfolgung und im Mannschaftszeitfahren mit seinem Team, dessen Kapitän er gleichzeitig war. 1955 wurde er Profi und errang auch als solcher die Schweizer Meisterschaft in der Verfolgung. Zudem belegte er in dieser Disziplin den zweiten Platz bei den Bahn-Weltmeisterschaften in Mailand und gewann die Tour de Romandie.
Noch zweimal – 1956 und 1957 – wurde Strehler nationaler Meister in der Verfolgung, 1960 errang er zudem den nationalen Titel im Strassenrennen der Profis. 1960 wurde er Dritter der Tour de Suisse und gewann Bern–Genf sowie die Nordschweizer Rundfahrt. Bei den UCI-Bahn-Weltmeisterschaften 1955 wurde er in der Einerverfolgung der Berufsfahrer hinter Guido Messina Zweiter. 1960 war er am Start der Tour de France und beendete die Tour auf Platz 37.
Mehrfach stellte René Strehler zudem Weltrekorde auf der Bahn auf: Am 8. September 1956 fuhr er auf der Vigorelli-Bahn fünf Kilometer in 6:08,80 min (Rekord für offene Bahnen). Am 18. Dezember 1955 fuhr er im Hallenstadion von Zürich die fünf Kilometer in 6:14 min und im August 1956 in 6:09,40 min. Schon im Januar 1956 hatte er – ebenfalls in Zürich – die 10 Kilometer in 12:39,60 min geschafft. Alle Rekorde stellte er ohne Schrittmacher und bei stehendem Start auf. Er startete auch bei neun Sechstagerennen, jedoch ohne nennenswerten Erfolg. 1962 beendete er seine aktive Sportkarriere.

## Berufliches
Strehler absolvierte eine Ausbildung zum Elektriker.

## Familiäres
René Strehler ist der Grossvater des Radrennfahrers Dominique Stark. 1966 gehörte er zu den Mitbegründern des Rad-Renn-Clubs Amt Affoltern am Albis (RRCA).